# Tordo-imitador
A Tordo-imitador (nome científico: Mimus polyglottos) é uma espécie de ave, sendo a única cotovia comumente encontrada na América do Norte. Este pássaro é principalmente um residente permanente, mas as cotovias- do-norte podem se mover para o sul durante o clima severo. Esta espécie raramente foi observada na Europa.
A Tordo-imitador é onívora, comendo insetos e frutas. É frequentemente encontrada em áreas abertas e bordas da floresta, mas forrageia em áreas gramadas.

## Taxonomia
O zoólogo sueco, Carl Linnaeus, descreveu pela primeira vez esta espécie em seu Systema Naturae em 1758 como Turdus polyglottos.

## Descrição
A Tordo-imitador é uma cotovia de tamanho médio, com pernas e cauda longas. O dimorfismo sexual é pouco acentuado. A expectativa de vida da espécie é de até 8 anos, mas aves em cativeiro podem viver até 20 anos.
As cotovias do norte defendem agressivamente seus ninhos e áreas adjacentes contra outros pássaros e animais. Quando um predador é persistente, pássaros de territórios vizinhos podem ser convocados através de chamados distintos para se juntar à defesa. Outros pássaros podem se reunir para assistir enquanto os pássaros expulsam do intruso. Além de perseguir gatos e cães domésticos que consideram uma ameaça, a cotovia do norte às vezes têm como alvo os seres humanos. Os pássaros são ousados e atacam pássaros muito maiores, até mesmo os falcões.

## Subespécies
Existem três subespécies reconhecidas para a Tordo-imitador.
- M. p. polyglottos Linnaeus, 1758[8][9]
- M. p. leucopterus Vigors, 1839[8][9]
- M. p. orpheus Linnaeus, 1758[9]

## Cultura popular
- Este pássaro aparece no título e na metáfora central do romance To Kill a Mockingbird, de Harper Lee.[10]
- Na série de livros The Hunger Games, de Suzanne Collins, tordos cruzaram com o gaio-tagarela, um pássaro criado por engenharia genética capaz de memorizar e reproduzir falas humanas, gerando um pássaro híbrido também referido como tordo (em inglês mockingjay, refletindo a combinação de 'mockingbird' com 'jabberjay') que ao longo da franquia é usado como símbolo de rebelião.[11]